# نارندرا کومار (فیزیکدان)
نارندرا کومار (انگلیسی: Narendra Kumar؛ ۱ فوریه ۱۹۴۰ – ۲۸ اوت ۲۰۱۷) دانشمند در زمینه فیزیک اهل هند و از دانش‌آموختگان دانشگاه بریتیش کلمبیا و نویسندگان فناوری بود.